# 孔菲內斯
孔菲內斯是哥倫比亞的城鎮，位於該國東北部，由桑坦德省負責管轄，距離首府布卡拉曼加18公里，始建於1773年8月3日，面積73平方公里，海拔高度1,544米，2005年人口2,705。
6°25′N 73°10′W / 6.417°N 73.167°W